# Ковтун Тетяна Іванівна
Тетяна Іванівна Ковтун  (15 жовтня 1943, Вишній Волочок — 19 березня 2024, Київ) — українська кінознавиця, кіноредакторка, педагог, кандидат мистецтвознавства (1975), доцент (2000). Нагороджена значком «Отличник кинематографии СССР».

## Життєпис
Народилась 15 жовтня 1943 року у м. Вишній Волочок (РРФСР) в родині службовця.
Закінчила філологічний факультет Київського державного університету ім. Т. Г. Шевченка (1967).
З 1974 р. була членом редакційно-сценарної колегії Київської кіностудії ім. О. П. Довженка. У 1984—1987 рр. — головний редактор творчого об'єднання «Час».
З 1985 року — викладач Київського національного університету театру, кіно і телебачення імені Івана Карпенка-Карого, доцент кафедри кінознавства. Працювала на кафедрі до останнього дня життя.

З 1989 до 1994 р. — заступниця директора з творчих питань та головний редактор кіностудії дитячих та юнацьких фільмів «Славута».

Могила Тетяни Ковтун, Лісове кладовище

 Після банкрутства «Славути» у 1994 році обійняла посаду проректорки з навчально-методичної роботи щойно відкритої Київської дитячої академії мистецтв, директорки вищого коледжу при ній. Пропрацювала в академії до 2002 року.
Авторка статей у збірниках, журналах і газетах. Членкиня Національної спілки кінематографістів України.
Проживала в Києві, на вулиці Героїв Дніпра (Оболонь). Померла у 80-річному віці 19 березня 2024 року. Похована разом із матір'ю на Лісовому кладовищі Києва (ділянка № 113, ряд № 16).

## Фільмографія
Редактор фільмів:
- «Осяяння» (1972)
- «Тут нам жити» (1973)
- «Прості турботи» (1975)
- «Час — московський» (1976)
- «Віщує перемогу» (1978)
- «Вавилон-XX» (1979)
- «Оглядини» (1979)
- «Сімейне коло» (1980)
- «Снігове весілля» (1980)
- «Ярослав Мудрий» (1982)
- «Солом'яні дзвони» (1984)
- «Щасливий той, хто любив» (1986)
- «І в звуках пам'ять відгукнеться…» (1986)
- «Капітан Крокус і Таємниця маленьких змовників» (1990)
- «Зірка шерифа» (1991)
- «В тій царині небес» (1992)
- Працювала над незакінченим фільмом Давида Черкаського «Макарони смерті, або помилка професора Буггенсберга» (1992)
- «Золоте курча» (1993) та ін.